# Казанка (Жамбылский район)
Казанка (каз. Қазан) — село в Жамбылском районе Северо-Казахстанской области Казахстана. Административный центр Казанского сельского округа. Код КАТО — 594645100.

## География
Расположено между озёрами Горькое и Питное.

## Население
В 1999 году население села составляло 894 человека (456 мужчин и 438 женщин). По данным переписи 2009 года, в селе проживало 648 человек (324 мужчины и 324 женщины).

## Известные жители и уроженцы
- Фаддей (Федор) Львович Глебов (25 июня 1887, Пресновка, Северный Казахстан — 23 октября 1945, Шанхай, Китай) — генерал-лейтенант, участник Первой мировой войны и Гражданской войны в Сибири и на Дальнем Востоке. Активный политический деятель эмиграции в Китае.
- Бурлаков, Давыд Агеевич (1905—1967) — Герой Социалистического Труда.